# 里尔歌剧院

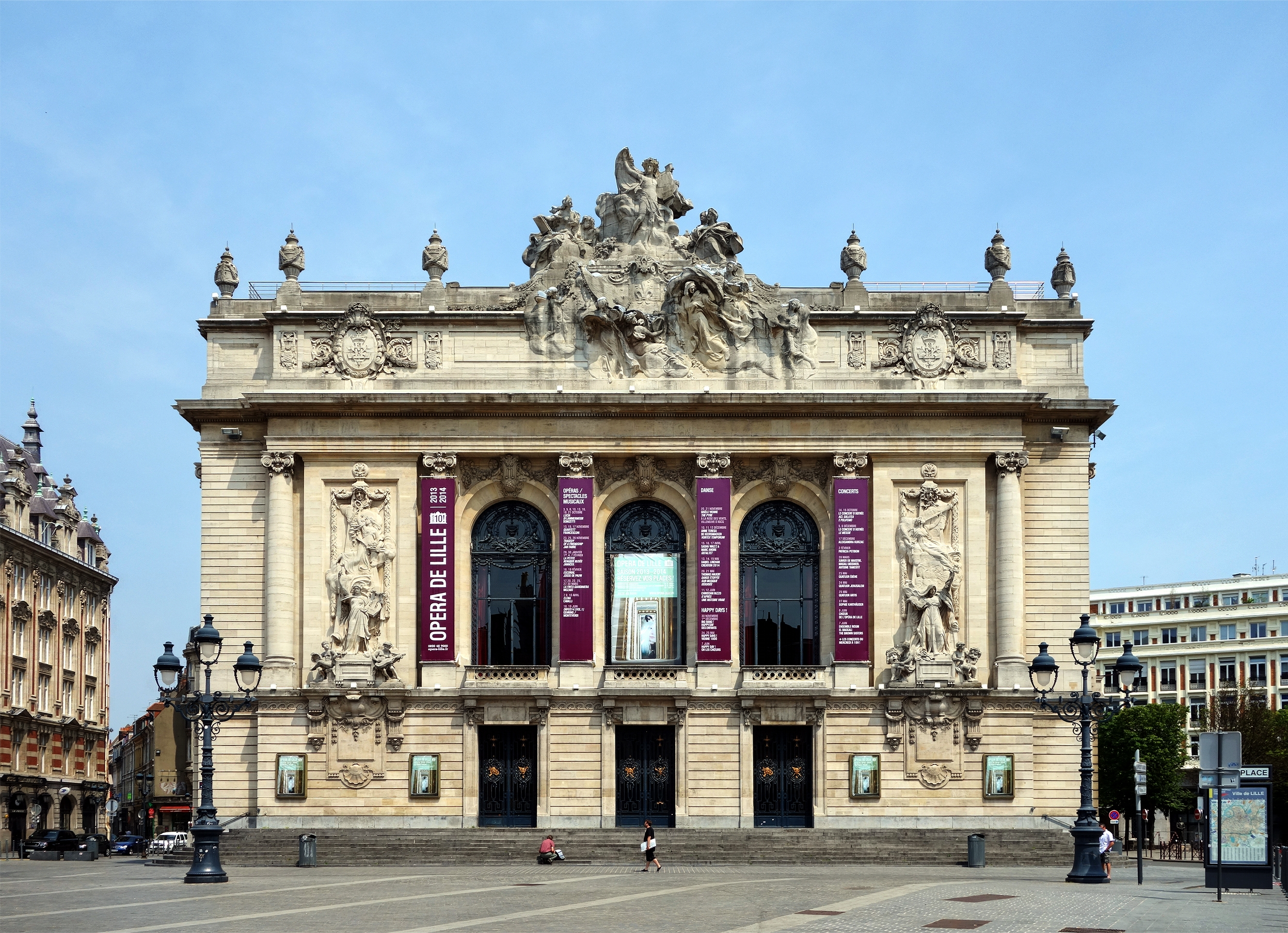
里尔歌剧院

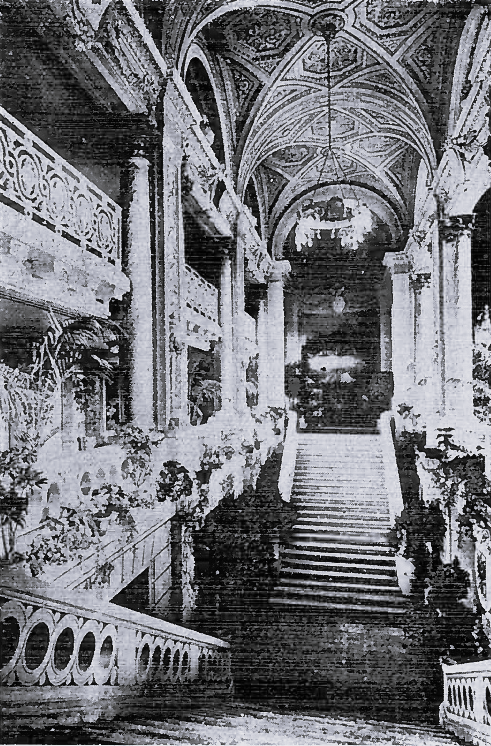
内部

里尔歌剧院（Opéra de Lille）是法国里尔的一座新古典主义歌剧院，位于剧院广场，建于1907-1913年，1923年正式揭幕。
1903年大火摧毁了建于1785年的里尔歌剧院旧楼。市政府官员选择建筑师Louis Marie Cordonnier设计了目前的豪华建筑。1914年7月，第一次世界大战期间，该建筑尚未完成时，德国人占领里尔四年之久，将该剧院大部分家具用于里尔另一座歌剧院塞巴斯托博尔剧院。战后，该建筑得到修复，在1923年恢复开放。